# Viaje a Oriente de Madrid a Constantinopla
"Viaje a Oriente de Madrid a Constantinopla" es un libro del autor vasco Adolfo de Mentaberry  basado en las ciudades de cultura oriental del levante mediterráneo, como Alejandría, Beirut, Damasco o Constantinopla.

## Libro
El libro trata del oriente aún otomano en la segunda mitad del siglo XX, cuando estas regiones comienzan a liberarse y la cultura oriental está en decadencia. Adolfo de Mentaberry fue embajador en Pekín, Constantinopla y otras ciudades de Oriente próximo, medio y lejano, lo que le dio la suficiente experiencia como para saber retratar de manera realista el mismo.

## Autor
(Artículo principal: Adolfo de Mentaberry)
Este fue el último de los libros escritos por el autor, en 1873, antes de su fallecimiento en 1887 a la edad de 40 años en la miseria. Cuando publicó esto, ya hacia dos años que se retiró de su oficio de diplomático (en 1871) después de escribir Impresiones de un viaje a la China.